# 練馬区立上石神井北小学校
練馬区立上石神井北小学校（ねりまくりつ かみしゃくじいきたしょうがっこう）とは、東京都練馬区石神井台5丁目にある公立小学校。
2022年4月より全面建て替え工事が行われる。

## 沿革

### 年表
- 1959年（昭和34年）4月1日 - 練馬区立石神井小学校分校が設立される[2]
- 1961年（昭和36年）
  - 4月1日 - 分校が練馬区立上石神井北小学校として独立する。
  - 6月12日 - 校歌制定（作詞：谷川俊太郎、作曲：服部公一）
  - 6月20日 - 開校式の挙行・開校記念日と定められる
  - 7月1日 - 校章制定
- 1966年（昭和41年）4月 - 通学区域の変更（一部を練馬区立大泉南小学校に移動[3]・編入）

## 教育目標
- よく考えて学習する子ども
- すすんではたらく子ども
- 仲よく助け合う子ども
- 最後までやりぬく子ども

## 通学区域
- 石神井台2丁目（2 - 35番）・3丁目（13 - 42番）・4丁目（1 - 4番・5番<9 - 20号>・10 - 15番）・5丁目（1 - 7番・20 - 26番）・6丁目（1 - 10番）、上石神井3丁目（34 - 37番）・4丁目（8番・21番）[4]

## 進学先中学校
- 練馬区立石神井中学校
- 練馬区立上石神井中学校

## 校区内の主な施設
- 東京都石神井学園